# Uroleucon madia
Uroleucon madia är en insektsart som först beskrevs av Joseph Swain 1919.  Uroleucon madia ingår i släktet Uroleucon och familjen långrörsbladlöss. Inga underarter finns listade i Catalogue of Life.